# La Rivière Nyson
La Rivière Nyson ist ein Fluss an der Ostküste von Dominica im Parish Saint Patrick.

## Geographie
La Rivière Nyson entspringt an einem östlichen Ausläufer von Foundland im selben Grundwasserleiter wie die nördlich benachbarten Flüsse River Claire und Ravine Fond Cirique und verläuft nach Südosten. Zahlreiche Quellbäche laufen von den Hängen zusammen. Er läuft vorbei an der Siedlung Petite Savane und erhält kurz vor seiner eigenen Mündung in den Atlantik bei Point St. Jean noch Zufluss von der Ravine Manoulina.
Der nächste benachbarte Fluss im Süden ist der Savane River.